# إبراهيم العنيزان
إبراهيم العنيزان (26 أغسطس 1938 - 9 نوفمبر 2008), ممثل سعودي صاحب لقب أقدم ممثل سعودي في استفتاء جريدة الرياض في رمضان (1429هـ - 2008)، وولد في مدينة بريدة في منطقة القصيم.
دخل إلي عالم الإعلام وخصوصاً الدراما في سن فوق الستين وله ثلاثة أعمال مطبات وغبار الهجير (1,2) حصل على أفضل ممثل سعودي في استفتاء جريده الرياض في عام 1428بعد نجاح مسلسل غبار الهجير في جزأه الأول , متزوج وله ثلاثة أبناء وابنتان توفي في 10 ذي القعدة 1429هـ 9 نوفمبر 2008 في مدينة الرياض إثر جلطة في قلبه عانى منها قبل وفاته.